# Santa Paula
Santa Paula ist eine Stadt im Ventura County im US-Bundesstaat Kalifornien mit 30.657 Einwohnern (Stand: 2020). Die geographischen Koordinaten sind: 34,35° Nord, 119,07° West. Das Stadtgebiet hat eine Größe von 11,9 km².

## Söhne und Töchter
- Eric Fleming (1925–1966), US-amerikanischer Schauspieler